# Erdem Canpolat
Erdem Canpolat (* 13. April 2001 im Duisburg) ist ein deutschtürkischer Fußballtorhüter.

## Karriere
Canpolat begann seine Karriere in den Jugendvereinen von VfL Bochum, Hamborn 07 und FC Schalke 04. Im September 2020 wechselte er in die Türkei zum Süper-Lig-Klub Kasımpaşa Istanbul. Sein Spieldebüt gab er am 26. November 2020 im türkischen Pokal gegen 24 Erzincanspor.
Im Jahr 2023 unterschrieb Canpolat beim Zweitligisten Pendikspor. Zur Saison 2025/26 wechselte er zu Çaykur Rizespor, wo er einen Vertrag bis 2027 unterzeichnete.